# Patchy de Piraat
Patchy de Piraat is een personage uit de serie SpongeBob SquarePants.
In tegenstelling tot de andere, geanimeerde, figuren uit die serie is Patchy een echt persoon, vertolkt door Tom Kenny. Tom Kenny is naast zijn rol als vertolker van dit personage ook de stem van SpongeBob zelf en enkele andere figuren in de originele Engelstalige versie. In de Nederlandstalige versie wordt de stem van Patchy de Piraat ingesproken door Wiebe Pier Cnossen.
Patchy de Piraat leeft niet in zee als de rest van de cast, en komt de andere figuren dan ook nooit tegen. Hij speelt enkel in losse filmpjes die sommige afleveringen openen of afsluiten. Patchy woont op het vasteland waar hij voorzitter is van de zogeheten SpongeBob fanclub. Hij heeft heel wat memorabilia van SpongeBob in huis (zelfs ondergoed). Patchy wordt altijd vergezeld door zijn papegaai Potty die nooit doet wat Patchy zegt.
Patchy komt niet alleen voor in SpongeBob SquarePants, maar had ook een gastoptreden in de aflevering Big Time Beach Party van de serie Big Time Rush.

## Uiterlijk
Patchy mist een hand, een been en een oog. Zijn hand is vervangen door een haak, zijn been door een houten been en hij heeft een ooglapje voor zijn ontbrekende oog. Hij loopt niet altijd in die kleding, tijdens een aflevering van SpongeBob als holbewoner droeg Patchy alleen een berenvel.